# La felicità (Simona Molinari)
La felicità è un brano musicale della cantautrice Simona Molinari, primo singolo estratto dal suo album Dr. Jekyll Mr. Hyde, pubblicato dalla Warner Music Italy in concomitanza con la partecipazione della cantante al Festival di Sanremo 2013.

## Descrizione
Il brano vede la collaborazione in scrittura della stessa Simona Molinari con Maurizio Vultaggio, mentre le musiche sono curate da Carlo Avarello.
Il brano, con cui la cantante ha partecipato al Festival di Sanremo 2013 si è classificato al 13º posto della kermesse sanremese. Lo stesso brano è stato scelto dal nuovo meccanismo che prevedeva la presentazione di due brani e la successiva scelta avveniva tramite televoto; si è quindi scontrato con il brano Dr. Jekyll Mr. Hyde, vincendo.
Il brano è contenuto inoltre nella Sanremo 2013 compilation.

## Il video
Del brano è stato pubblicato il video ufficiale, la cui regia è affidata a Gaetano Morbioli.

## Successo commerciale
Il brano ha raggiunto come posizione massima, nella settimana del suo debutto, la 13ª posizione della Top Singoli. Nel settembre del 2014 il brano è stato certificato disco d'oro per le oltre 15000 vendite in digitale.

## Classifiche
| Classifica (2013) | Posizione massima |
| ----------------- | ----------------- |
| Italia            | 13                |